# Porella peristomata
Porella peristomata is een mosdiertjessoort uit de familie van de Bryocryptellidae. De wetenschappelijke naam van de soort is voor het eerst geldig gepubliceerd in 1905 door Nordgaard.